# Reversión (cladística)
La reversión en biología y la sistemática cladística es un tipo de evolución convergente que se da cuando un organismo adquiere un carácter de sus antepasados más lejanos. Esto implica que uno o más caracteres adquiridos previamente se han eliminado y se han vuelto a los más anteriores. Ejemplos de organismos que han vuelto a obtener uno o más caracteres de sus ancentros más lejanos son los cetáceos o las tortugas. Es un cambio evolutivo que es poco frecuente y suele darse en cualquier tipo de organismo.
Sus similitudes hace que se los relacione con otros organismos no genéticamente emparentados, lo cual ha llevado a que se los incluyan en el mismo taxón con esos grupos no relacionados y su posición filogenética fue resolviéndose mediante los avances tecnológicos, análisis moleculares y evidencias fósiles.
Los cetáceos siendo un grupo de mamíferos puramente acuáticos son un buen ejemplo habiendo evolucionado primero de un grupo de artiodáctilos de hábitos semiacuáticos, los artiodáctilos a su vez proceden de algunos grupos extintos de mamíferos y otros más antiguos como los sinápsidos o reptiles mamiferoides, los reptiliomorfos, los tetrápodos primitivos, estos últimos evolucionaron de peces que abandonaron las aguas y desarrollaron las extremidades para desplazarse a tierra. Estando en ese caso la reversión.
Un ejemplo que ha generado discusiones en cuanto a su posición filogenética son las tortugas que han cambiado bastante su morfología debido al desarrollo de su caparazón perdiendo entre ello las fosas temporales, el cual es un rasgo presente en los amniotas existentes y más evolucionados. Solo los reptiles primitivos no poseían fosas temporales esto causó que las tortugas se vean como un grupo de reptiles primitivos y basales siendo que los análisis genéticos, así como evidencias fósiles en realidad han descubierto que son un grupo evolucionado de amniotas que poseían dos fosas temporales (diápsidos) y que sus parientes más cercanos son los cocodrilos, las aves y otros dinosaurios.